# Roșia Montană (gmina)
Roșia Montană – gmina w Rumunii, w okręgu Alba. Obejmuje miejscowości Bălmoșești, Blidești, Bunta, Cărpiniș, Coasta Henții, Corna, Curături, Dăroaia, Gârda-Bărbulești, Gura Roșiei, Iacobești, Ignățești, Roșia Montană, Șoal, Țarina i Vârtop. W 2011 roku liczyła 2656 mieszkańców. 